# تورگینی ویکمان
تورگینی ویکمان (سوئدی: Torgny Wickman؛ ۲۲ آوریل ۱۹۱۱ – ۲۳ سپتامبر ۱۹۹۷) یک کارگردان فیلم و نویسنده اهل سوئد بود.
از فیلم‌هایی که وی در آن‌ها نقش داشته‌است، می‌توان به آنیتا: پری زیبای سوئدی و متجاوزان اشاره نمود.